# Jackson, New Hampshire
Jackson är en kommun (town) i Carroll County i delstaten New Hampshire, USA med 816 invånare (2010).